# 1号公路 (以色列)
1号公路（希伯來語：כביש 1, Kvish Ahat）是以色列连接特拉维夫与耶路撒冷的主要公路。该公路贯穿以色列中部，终于以色列约旦边界附近。途径的主要城市有霍隆, 里雄莱锡安, 耶胡德, 卢德, 莫迪因, 贝特谢梅什等。